# Chorinaeus californicus
Chorinaeus californicus är en stekelart som beskrevs av William Harris Ashmead 1896. Chorinaeus californicus ingår i släktet Chorinaeus och familjen brokparasitsteklar. Inga underarter finns listade i Catalogue of Life.